# Schloss-Dyck-Straße 129 (Mönchengladbach)

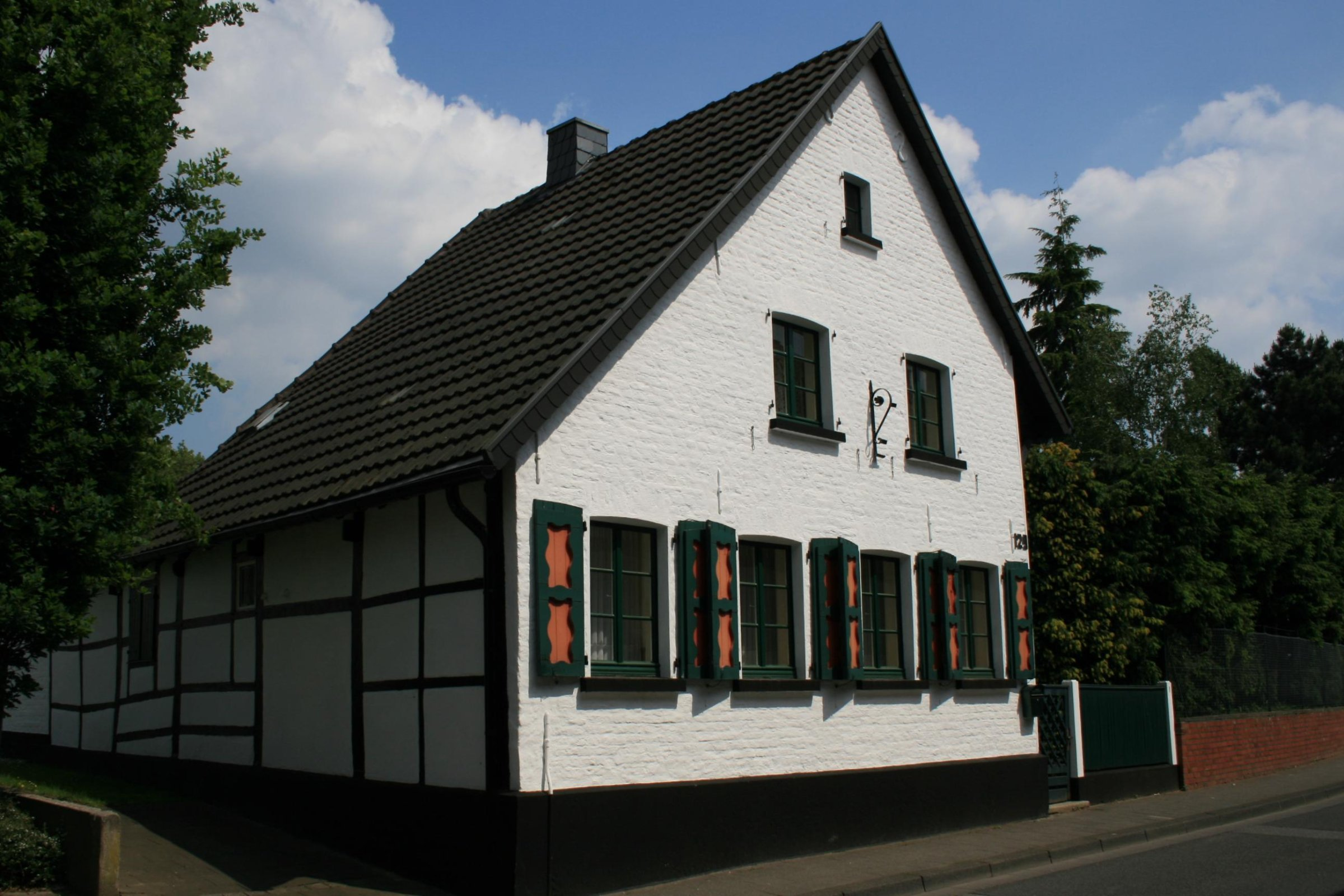
Wohnhaus (2010)

Das Wohnhaus Schloss-Dyck-Straße 129 steht im Stadtteil Schelsen in Mönchengladbach (Nordrhein-Westfalen).
Das Gebäude wurde im 18. Jahrhundert erbaut und unter Nr. Sch 030 am 8. Februar 1994 in die Denkmalliste der Stadt Mönchengladbach eingetragen.

## Architektur
Das Objekt liegt am nordöstlichen Ortsrand von Schelsen. In unmittelbarer Nachbarschaft liegen drei Backsteinhofanlagen. Es handelt sich um ein giebelständiges, quererschlossenes Wohnhaus in zweigeschossiger Fachwerkkonstruktion (Fünf-Ständerbau in ungewöhnlich engen Abständen). Das mit einem Satteldach abschließende Haus aus dem letzten Drittel des 18. Jahrhunderts ist nicht unterkellert. 